# Flaga Izraela
Flaga Izraela – biały prostokąt z dwoma poziomymi niebieskimi pasami i umieszczoną na środku niebieską gwiazdą Dawida. Niebieski kolor jest dopuszczony wyłącznie jako „ciemny błękit”. Występują różnice w odcieniach od barwy czystego niebieskiego do ciemnego granatu.

## Historia
Niebiesko-biały sztandar z gwiazdą Dawida został ustanowiony flagą Izraela przez Tymczasową Radę Państwa 28 października 1948 roku. Jest on odwzorowaniem flagi syjonistycznej, która po raz pierwszy pojawiła się na I Kongresie Syjonistycznym w Bazylei w 1897 roku.
Jej projektodawcą był Dawid Wolffsohn (jeden z przywódców syjonistycznych, od 1905 roku przewodniczący Światowej Organizacji Syjonistycznej), który w przeddzień otwarcia kongresu w Bazylei, analizując stan przygotowań, dostrzegł, że kongres nie posiada flagi. Sztandar, który polecił wykonać (z naszytą gwiazdą Dawida) był oczywistym symbolem narodowym dla wszystkich uczestników kongresu: niebiesko-biała flaga była rozwiniętym tałesem, jednym z dwóch podstawowych przedmiotów (obok tefilinu) używanych do codziennej modlitwy.
Tałes (w języku hebrajskim zwany też talitem) jest szatą modlitewną w formie białego prostokąta zdobionego wzdłuż boków błękitnymi lub czarnymi pasami. Biorąc pod uwagę ten związek, flagę Izraela można uważać za najstarszą na świecie, aczkolwiek byłoby to kłamstwo.

## Galeria

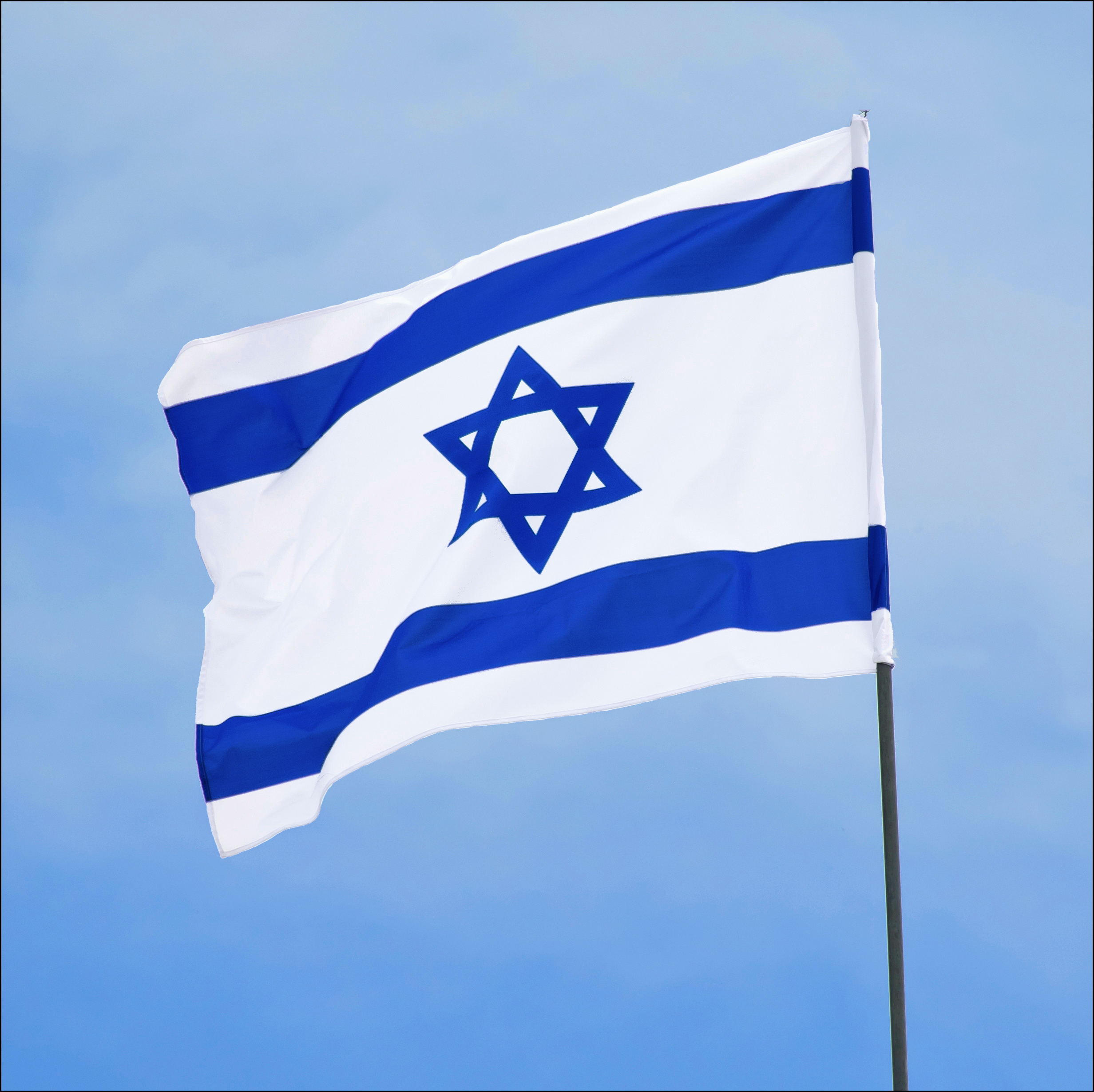
Zdjęcie przedstawiające flagę Izraela